# Zapadlisko przedkaukaskie
Zapadlisko przedkaukaskie – zapadlisko przedgórskie, jednostka tektoniczna w obrębie Kaukazu.
Zapadliko jest wypełnione kenozoicznymi płytkowodnymi osadami piaskowców i łupków, przewarstwionych żwirami, gipsami i dolomitami. Grubość osadów sięga 2000 m. Występują w nich złoża węglowodorów.
Na te płytkowodne osady częściowo nasunięte są płaszczowiny Wielkiego Kaukazu.

## Literatura
- Włodzimierz Mizerski, "Geologia regionalna kontynentów", Warszawa 2004, ISBN 83-01-14339-8